# Розинг, Иван Петрович

Герб рода Розингов, пожалован.

Иван Петрович Розинг (1748 — 20 февраля [3 марта] 1820, Пермь) — российский государственный деятель. Пермский вице-губернатор (1798—1800, 1805—1817). Участник русско-турецкой войны 1768—1774 годов, секунд-майор. Статский советник (1803).

## Биография
Иван Розинг родился в 1748 году в семье аптекаря.
3 (14) февраля 1761 года поступил на воинскую службу капралом. Участвовал в русско-турецкой войне 1768—1774 годов и в сражении под Бухарестом был ранен в правую ногу.
В 1774 году вышел в отставку в чине секунд-майора. Тогда же в Ялуторовском дистрикте Тобольской провинции он получил земельный надел.
В соответствии с Указом от 19 (30) января 1782 года Курган стал городом с августа 1782 года. В документе, датированном 7 (18) января 1783 года Розинг указан городничим города Кургана. Органом полицейского управления в городе стала управа благочиния — коллегиальный орган, в который входили уездный исправник Николай Алексеевич Бошняк, городничий И.П. Розинг, приставы гражданских и уголовных дел, а также выборные от граждан.
В Кургане у них дворовых было 40 человек. Да недалеко от города Розинг имел земли, на которых образовалась небольшая деревенька из семи домов. Деревня так и называлась — «Розинговой».
Розинг был командирован в Тобольск, когда в этом городе началось сильное наводнение, принял участие в спасании людей и преодолении последствий этого бедствия. Генерал-губернатор Евгений Петрович Кашкин отметил его организаторские способности.
С 3 (14) июля 1786 года назначен советником Тобольского наместнического правления.
В 1791 году его назначили директором экономии. Он добился прибыли в казну от винокуренных заводов, что и было засвидетельствовано государственным казначеем бароном Алексеем Ивановичем Васильевым в аттестате от 28 июля (8 августа)  1797 года.
5 (16) апреля 1797 года был присвоен чин коллежского советника, что давало право на личное дворянство.
27 августа (7 сентября)  1798 года Иван Петрович Розинг был пожалован на дворянское достоинство. Его гербу составлено такое описание: «В щите, имеющем голубое поле, посредине означена горизонтально серебряная полоса с изображением на ней розы натурального цвета. Щит увенчан обыкновенным дворянским шлемом с дворянскою на нем короною и тремя страусовыми перьями. Намет на щит голубой, подложенный серебром».
18 (29) сентября 1798 года назначен на должность пермского вице-губернатора. 1 (13) мая 1800 года его сменил Иван Павлович Годеин.
24 сентября (6 октября)  1800 года пермский гражданский губернатор Карл Фёдорович Модерах засвидетельствовал генерал-прокурору Петру Хрисанфовичу Обольянинову, что его подчиненный соблюдал «порядок и сохранность денежной казны и успешность течения дел».
В дополнение к уже имевшемуся земельному наделу в деревне Лукиной (ныне село Лукино Кетовского муниципального округа Курганской области) в 1802 году Розинг приобрел в Курганском уезде 1000 гектаров — это были «пустопорожние земли, которые по отдаленности и неудобности не будут никогда разработаны и никакой пользы казне не приносят, так как незаселенные». Впоследствии сюда были переведены крестьяне и образовалась Варварина деревня. В 1833 году в ней жило уже более 180 человек. Фамилии крестьян: Крыловы, Клячины, Корчагины, Гренёвы, Богдановы, Шатиловы, Умновы. По данным ревизской сказки ревизии 1850 года «сельцо Варварино принадлежит наследникам И.П. Розинга и супруге его». Там проживает 95 крепостных и дворовых людей. Часть крестьян уже по решению Тобольского Губернского суда «выключены из рабства в государственные крестьяне», часть переведены другим наследникам: в Екатеринославскую губернию, в Саратовскую губернию, а многие «где находятся не известно». После отмены крепостного права сельцо Варварино прекратило существование. Предположительно на её месте позднее возникло село Новые Байдары, ныне в Половинском муниципальном округе Курганской области.
23 сентября (5 октября)  1803 года получил чин статского советника.
31 октября (12 ноября)  1805 года вновь был назначен пермским вице-губернатором, и в этой должности прослужил до 1817 года. В 1817 году с ним случился удар.
Иван Петрович Розинг скончался 20 февраля (3 марта) 1820 года в городе Перми Пермской губернии, ныне город — административный центр Пермского края.

## Дом в Кургане

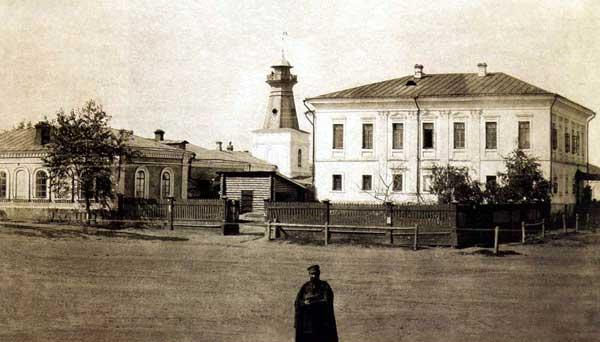
Дом Розинга в Кургане (слева). Фото 1900-х годов.

Август фон Коцебу, побывавший в Кургане в 1800 году писал: «Посередине деревянных одноэтажных лачуг возвышался один только каменный дом, довольно нарядно выстроенный, он казался дворцом в сравнении с остальными домами. Я осведомился о фамилии хозяина этого дома и узнал, что дом этот принадлежит некоему Розингу, бывшему пермскому вице-губернатору, владевшему значительными землями в здешних местах». На плане города 1810 года дом этот числится за статской советницей Марией Ивановной Розинговой, его женой. Впоследствии дом был продан городу под присутственные места. Долгое время здание занимали окружной суд, городовое хозяйственное и полицейское управления. В советское время в нём размещалась милиция, а затем детские ясли. В 1968 году, в связи с расширением здания Центрального универмага, дом подвергся перестройке. Ныне дом снесён, на его месте находится ТЦ «Зауральский торговый дом» (новая часть), улица Куйбышева, 68.

## Дом в Перми

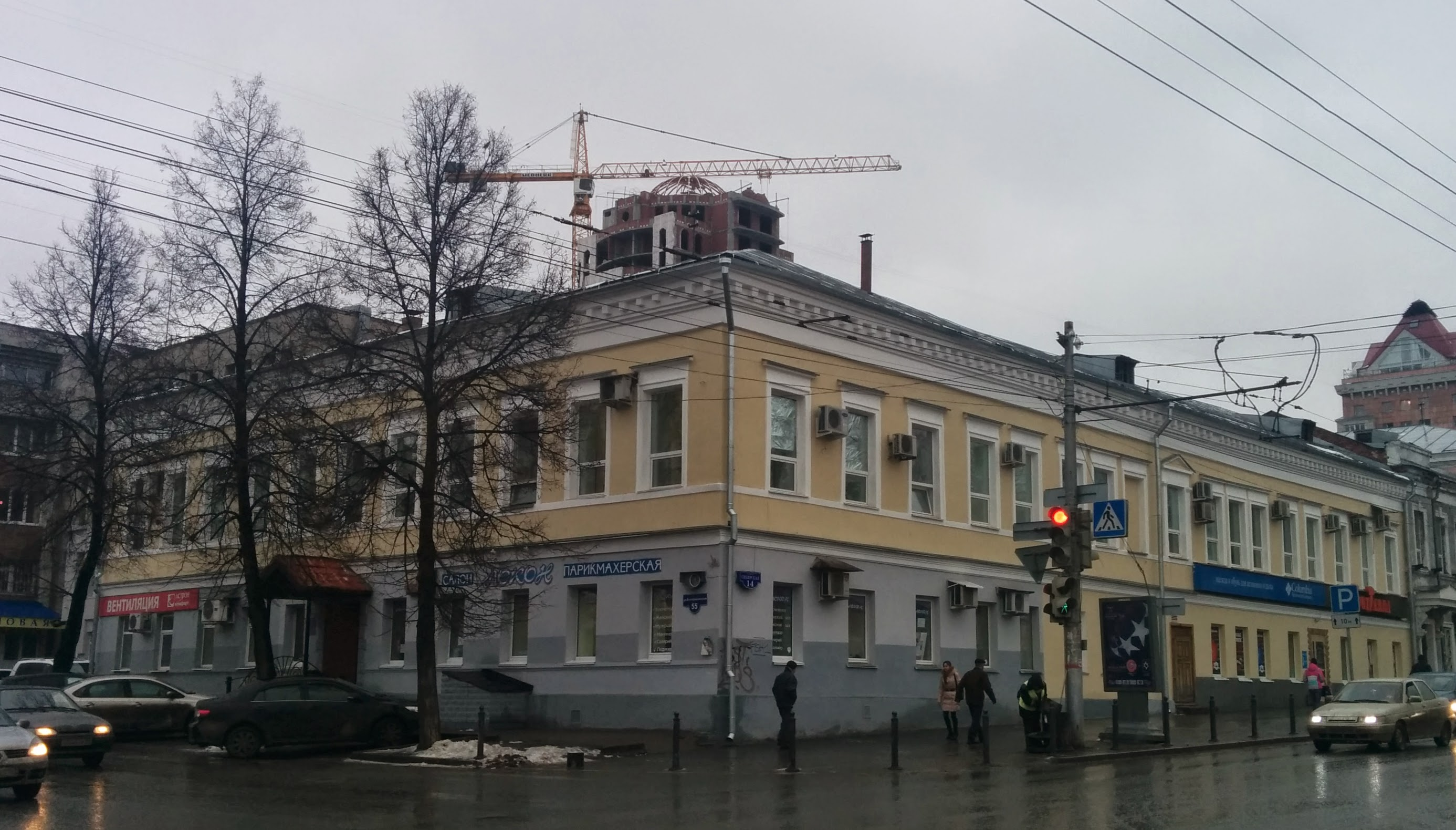
Дом Розинга в Перми.

В Перми он стал строить двухэтажный каменный дом с антресольным этажом, под железной крышей и с двумя флигелями. Денег на окончание строительства все равно не хватило, и в 1803 году Иван Петрович заложил постройки купцу Василию Алексеевичу Злобину. В дальнейшем Злобин предлагал казне выкупить дом, где Розинг жил с семейством, для его же нужд, но получил отказ. После смерти Злобина в 1814 году выяснилось, что за ним остались многомиллионные долги перед государством. Все имущество, находившееся у него в залогах, перешло в казну для покрытия долгов. В 1823 году в его дом переехало Пермское губернское правление: канцелярия присутствия, строительное, врачебное, тюремное отделения, губернская чертежная, газетный стол и типография губернского правления. Ныне в доме Екатерининская улица, 55 / Сибирская улица, 14 располагаются развлекательные заведения, различные организации.

## Награды
- Императорский орден Святого равноапостольного князя Владимира IV степени

## Семья
- Отец, Петр Розинг, ученик петербургского генерального сухопутного госпиталя, произведенный перед отъездом в Кяхту аптекарем, в 1737 году был назначен браковщиком ревеня. Это лекарственное растение в то время очень ценилось в качестве средства против желудочных болезней и закупалось в Китае в обмен на пушнину. Розингу при годовой зарплате 500 рублей предписывалось проводить опыты по разведению ревеня. В этой должности он работал до 1740 года[7].
- Жена, Мария Ивановна (1764—?), дочь титулярного советника Ивана Никифоровича Борисова
  - Сын Пётр Иванович (1785—2 (14) июля 1857 года, Санкт-Петербург), действительный статский советник. В 1821-1824 годах был саратовским вице-губернатором, а затем — вице-директором Департамента государственного казначейства. Его жена Евдокия Фёдоровна(урожд. Казаринова) владела частью деревень Большая Ивановка и Большая Фёдоровка, которые передала по наследству своим племянницам ротмистрше Елизавете Сергеевне Зеге фон Лауэнберг (урожд.  Казариновой), и Марие Сергеевне Скибиневской (урожд.  Казариновой).
  - Дочь Маргарита Ивановна (1788—?)
  - Сын Александр Иванович (1790—1849), с 1806 года служил архивариусом в хозяйственной экспедиции Пермской казенной палаты. В 1822 году состоял советником Тобольского губернского правления. Председатель Екатеринославской палаты Гражданского суда (1839—1845). Жена Наталья Францевна (8 (19) мая 1799 года, Рига — 13 (25) января 1831 года, дочь тобольского гражданского губернатора Франца Абрамовича фон Брина).
  - Сын Иван Иванович (1792—1 (13) июня 1855 года), надворный советник. С 1806 года в Пермской казенной палате, в 1813 году определён в палате губернским казначеем и в 1825 году пожалован орденом святой Анны III степени. Организовал Пермский благородный театр. В 1829 году переведён советником в Вятскую казенную палату. Вышел в отставку и переехал в Пермь к матери. Похоронен на Егошихинском кладбище в Перми рядом с матерью Марией Ивановной.
    - Внучка Евгения Ивановна (2 (14) июня 1829 года—?)
    - Внук Алексей Иванович (ум. не ранее 1890), отставной коллежский регистратор
      - Правнучка Елизавета Алексеевна Розинг, игуменья Никольского женского монастыря
      - Правнук Михаил Алексеевич, в первую мировую воевал в составе 37-го Екатеринбургского полка, капитан. Отказался служить в Красной армии

    - Внук Симеон Иванович (?—1889), губернский секретарь в отставке
    - Внук Илиодор Иванович (1830—20 января (2 февраля)  1903 года), действительный тайный советник, член Государственного Совета

  - Дочь Екатерина Ивановна (1793—?). Жена Василия Николаевича Берха, участника первого русского кругосветного плавания, историка.
  - Внук Иван Васильевич Берх (1818-1883), генерал-майор, кавалер ордена св.Анны 3-й степени.
  - Внук Павел Васильевич Берх (1818-1894), подполковник, один из крупнейших предпринимателей России XIX века.
  - Сын Николай Иванович (1794—?), поступил на службу канцеляристом в Пермскую казенную палату в 1807 году. В конце 1820-го переехал в Нижний Новгород. Советник Казенной палаты Нижегородской губернии. Жена Корвин-Златогурская.
    - Внук Иван Николаевич, секретарь Казенной палаты Нижегородской губернии. Жена Елена Павловна (1835—1859)
    - Внук Лев Николаевич (6 (18) января 1825 года-1908), действительный статский советник, был чиновником особых поручений при начальнике Главного штаба графе Гейдене.
      - Правнучка Александра Львовна (1867—?), замужем за военным полковым врачом Петром Павловичем Глаголевым
      - Правнук Борис Львович (23 апреля (5 мая)  1869 года, Санкт-Петербург — 20 апреля 1933, Архангельск) — физик, изобретатель телевидения[8].
        - Праправнучка Лидия Борисовна (1898-1980), рхитектор-художник. Замужем за архитектором-художником Виктором Фёдоровичем Твелькмейером; у них дочь Инна (род. 1931).
        - Праправнучка Тамара Борисовна (6 (19) августа 1902 года — 24 апреля (7 мая)  1915 года)
        - Праправнучка Татьяна Борисовна (1908—?)

    - Внук Петр Николаевич
    - Внук Павел Николаевич

  - Сын Ардалион Иванович (1798 или 1801—1852), статский советник. Служил в Санкт-Петербурге. Сначала — канцеляристом экспедиции государственных доходов, а после её преобразования в 1821 году в департамент государственного казначейства — помощником столоначальника. В 1823 году переведён в кавказскую казенную палату, в 1825 году служил в правлении государственного заемного банка, а в 1826 году — правитель канцелярии департамента внешней торговли. С июня 1847 по сентябрь 1848 — Нижегородский губернский прокурор. Похоронен на Смоленском православном кладбище.
  - Сын Филарет Иванович (9 (21) июня 1806 года, Пермь — ?)